# Fondue savoyarde
La fondue savoyarde est un plat régional de la gastronomie savoyarde à base de fromage fondu et de pain, appartenant à la famille des fondues au fromage, d'origine suisse. La fondue savoyarde est une variante de la fondue suisse, avec des fromages français. Elle est préparée à base de 3 fromages, à partir de produits locaux tels que, le beaufort, le gruyère de Savoie, l'emmental de Savoie ou encore l'abondance.
Avec l'essor des sports d'hiver et du tourisme alpin depuis les années 1950, la fondue savoyarde est devenue une recette de cuisine populaire en France.

## Histoire

### Origine et fondue bourgeoise
Les premières traces de recette à base de fromage fondu remontent à l'Antiquité : l'aède Homère, dans son récit l'Iliade, décrit un mets composé de fromage de chèvre râpé fondu, mêlé de vin, et de farine blanche. C'est une sorte de breuvage, qui ressemble à une fondue au vin.
En France, une recette de fondue au fromage est attestée dans la littérature gastronomique depuis 1651, date à laquelle le cuisinier français François Pierre de La Varenne publie dans son recueil Le Cuisinier françois une recette à base de fromage fondu et de pain dénommée « ramequin de fromage ». Le Ramequin étant l’appellation d'un fromage produit dans le département de l'Ain, traditionnellement consommé sous la forme de fondue (encore de nos jours) :
« 47. Ramequin de fromage. Prenez du fromage, faites le fondre avec du beurre, oignon entier, ou pillé, sel & poivre à force, estendez le tout sur du pain passé : la paisle du feu par dessus, & servez chaud. »
— François Pierre de La Varenne, Le Cuisinier françois (1651), page 104 et 105
En 1734, le chef cuisinier et écrivain culinaire français Vincent La Chapelle décrit dans son ouvrage Le Cuisinier une recette proche de celle connue aujourd'hui, à base de fromage, de vin blanc (voire de champagne), de muscade, de rocambole (variété d'ail) et de pain grillé  :
« Fonduë de Fromage, aux Truffes fraiches. Ayez de bon Fromage de gruyere ou parmesan, ou autres bons Fromages, & en mettez, selon la quantité que vous voudrez faire de Fonduë, le tout coupez par petites tranches ou rapé ; mettez-le dans un plat, avec un demi verre d'eau, ou bien de bon vin blanc ; assaisonnez-le de poivre concassé, un peu de muscade, du persil, des ciboules, & quelques Truffes fraiches hachées fort fin ; mettez vôtre plat sur un petit fourneau ou rechaud, & y mettez un morceau de beurre, de la grosseur d'un œuf, & quand vôtre Fonduë commencera à fondre, vous aurez soin de la remuer avec ce que vous jugerez à propos. Etant fonduë, vous aurez un couple de blancs d'œufs foüettés en nège, que vous jetterez dedans, & le jaune. Vous aurez aussi des moüillettes de pain que vous frirez, ou grillerez, longues comme le doigt, que vous mettrez dans la Fonduë, tout autour de vôtre plat. Ajoutez-y un jus d'orange, & servez chaudement. Une autrefois, vous la pouvez faire sans truffes, si vous voulez, & sans persil, ni ciboules, en y ajoutant une rocambole, échalotte, pesil, & un verre de vin de Champagne. »
— Vincent La Chapelle, Le Cuisinier, seconde édition (1742), page 220
En 1794, le gastronome français Jean Anthelme Brillat-Savarin rédige une autre recette de la fondue, à base de gruyère, d'œufs et de beurre, mais servie sans pain et sans adjonction de vin (dégusté séparément pendant le repas, et sans précision sur un cépage rouge ou blanc). Cette recette décrite comme d'origine suisse, ressemble à une sorte d'œufs brouillés (texture mollet), et est une variante de la recette rédigée précédemment en 1734 par Vincent la Chapelle comprenant de son côté vin blanc, ail, et noix de muscade.

### La fondue en Savoie
L'historienne Marie-Thérèse Hermann relève que la fondue ne fait pas partie de la culture traditionnelle savoyarde, mais qu'elle s'est développée au lendemain de la Seconde Guerre mondiale en Savoie. Seule la partie nord, frontalière avec la Suisse, connaissait ce plat. Toutefois, en raison du coût de celui-ci, il était peu répandu. Les paysans pouvaient à l'occasion passer un morceau de fromage sur le feu et le mangeaient avec du pain.
Ce mets fait partie avec le berthoud, les croûtes au fromage et la poêlée montagnarde des principales recettes de la cuisine savoyarde nécessitant des fromages à pâte pressée cuite et du vin blanc.

## Présentation

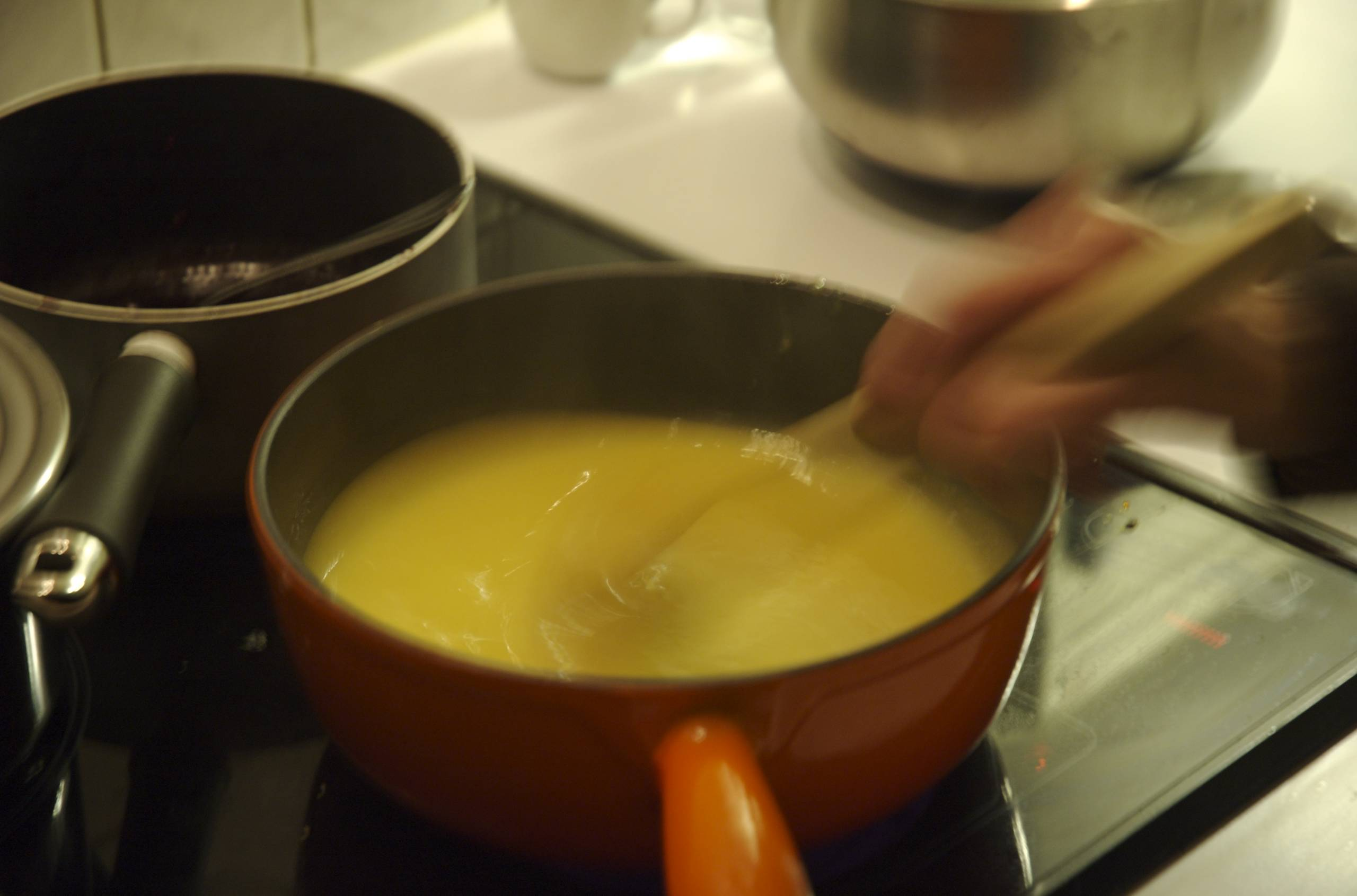
« Ramequin » à fondue

La fondue au fromage repose sur le principe suivant : manger des petits morceaux de pain à l'aide d'une fourchette à fondue, enrobés de fromage fondu dans du vin blanc placé dans un « pot à fondue » ou un « caquelon en terre », aillé.
Le récipient utilisé pour la fondue est aussi appelé « ramequin », signifiant littéralement « fromage fondu » en patois, et désignant également le fromage ramequin de la région limitrophe du Bugey (département de l'Ain) utilisé localement pour préparer la fondue.

### Ingrédients
Les ingrédients principaux pour réaliser une fondue savoyarde sont du fromage à pâte pressée cuite coupé en lamelles ou en dés (habituellement, un tiers de beaufort et/ou comté et un tiers d'Emmental de Savoie) et de la tomme de Savoie (dernier tiers), du vin blanc (blanc de blancs), de la muscade, du sel, du poivre et du pain,.
Certaines variantes de la recette autorisent l'adjonction d'une petite quantité d'alcool de cerise (en particulier du kirsch) pour rehausser le goût, et parfois l'usage de fromage savoyard à pâte non cuite, comme le reblochon.
Afin de rendre le mélange plus homogène, juste avant la fin de la cuisson, la farine de maïs ou la fécule de pomme de terre sont parfois utilisées, bien que la recette originale n'en comporte pas toujours.

### Accord mets/vin
Traditionnellement, la fondue savoyarde est arrosée de vin blanc, et plus spécifiquement d'un vin de Savoie, comme le crépy, l'apremont, les abymes ou le chignin.
Le plat est normalement sans accompagnement, mais peut être servi avec une salade en vinaigrette à la moutarde de Dijon, des petits oignons blancs et des cornichons.

### Autres fondues au fromage
France :
- Fondue jurassienne (Comté)
- Ramequin du Bugey
- Fondu creusois
- Mont-d'Or chaud (Vacherin Mont-d'Or)
- Fondue normande (camembert, pont-l'évêque, livarot, crème, lait, calvados, échalote)

Suisse : notamment fondue moitié-moitié (gruyère et vacherin fribourgeois) et fondue fribourgeoise (vacherin fribourgeois)